# Adesmia atacamensis
Adesmia atacamensis es una especie de planta floral del género Adesmia, categorizada en la tribu Dalbergieae, de la subfamilia Faboideae.
Fue descrita por el naturalista alemán Rodulfo Amando Philippi. Aparece registrada y publicada en una sección de  Fl. Atacam.: 16 de 1860.

## Distribución
Especie nativa de Chile. Crece en el bioma subtropical.